# Acer triflorum
Acer triflorum es una especie de arce nativo de las colinas del norte de China (Heilongjiang, Jilin, Liaoning) y Corea.

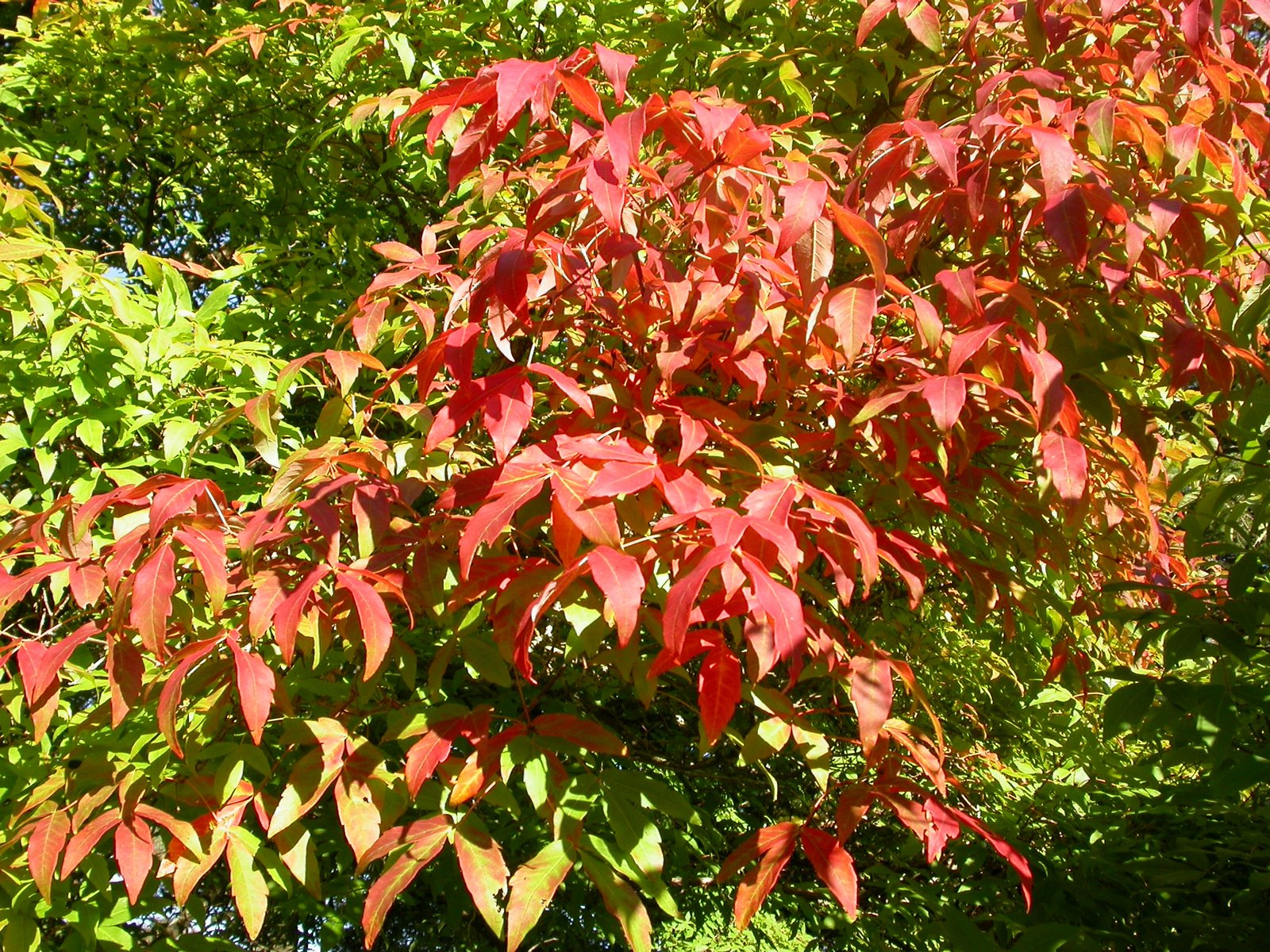
Con hojas de otoño

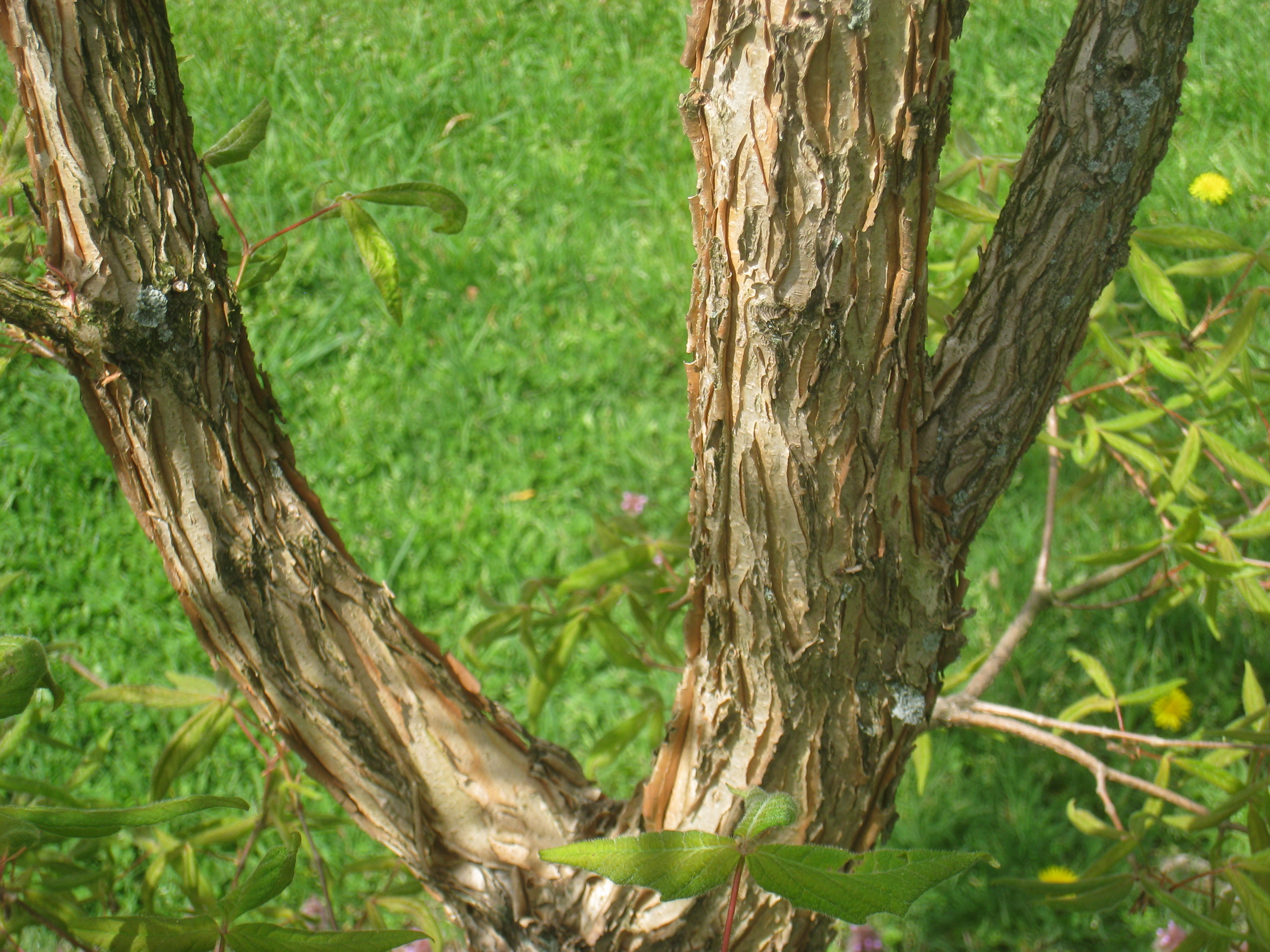
Tronco

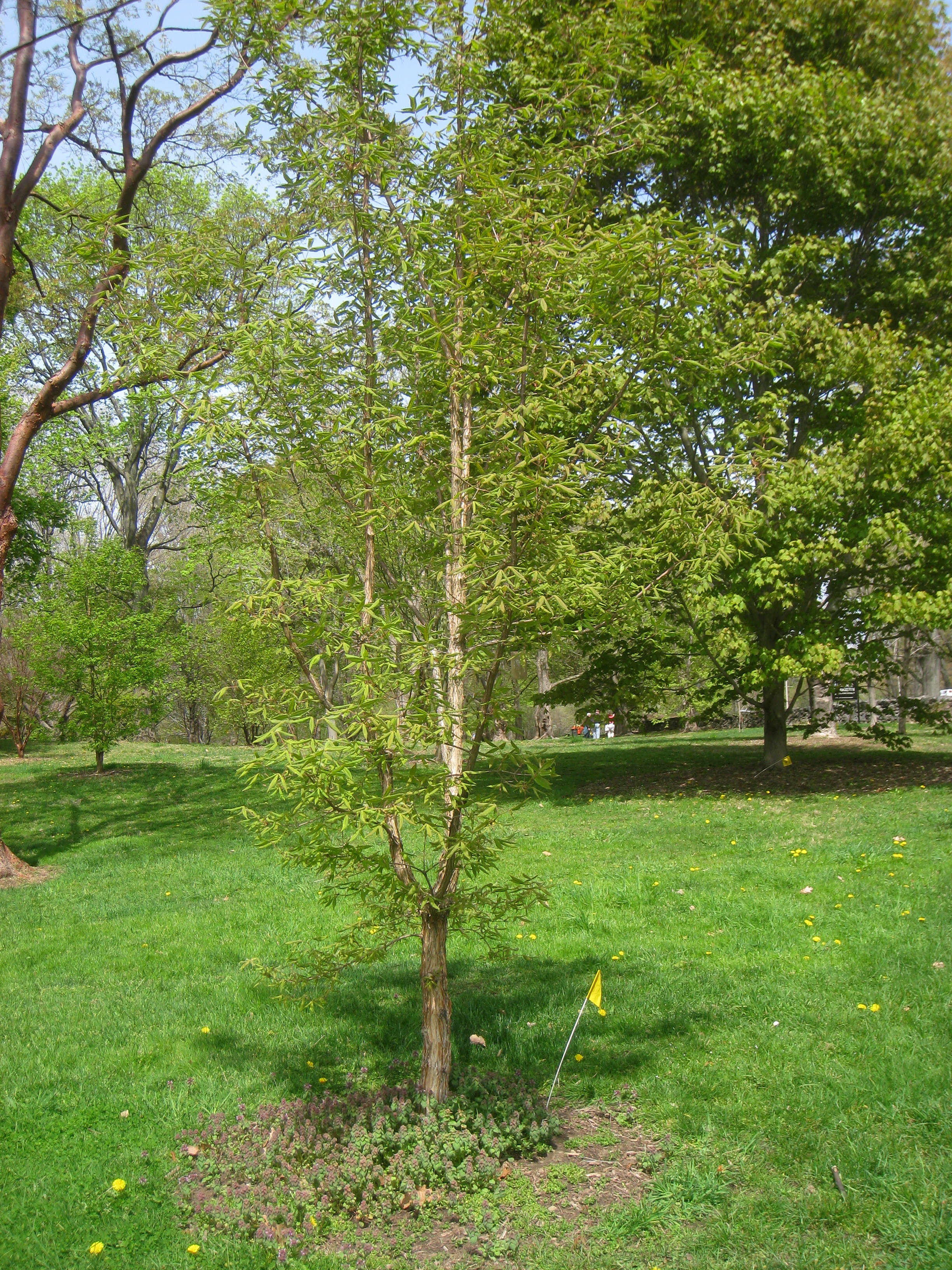
Árbol joven

## Descripción
Es un árbol caducifolio que alcanza una altura de unos 25 metros, pero por lo general es más pequeños. Se trata de un arce trifoliado en relación con las demás especies, como el arce manchurian (Acer mandshuricum) y el arce de papel (Acer griseum). Tiene color pardo-amarillento de corteza exfoliante que pela en las escalas de madera en lugar de piezas como de papel, como Acer griseum.
Las hojas tienen un pecíolo de 2.5 a 6 cm con tres alas, las hojas son 4.9 cm de largo y de 2 a 3.5 cm de ancho, con márgenes aserrados, el folíolo central del mismo tamaño o ligeramente más grande que los dos laterales. Las flores son amarillas, producidas en corimbos pequeños de tres pequeñas flores cada uno, de ahí el nombre. Las sámaras son 3.5 a 4.5 cm de largo y 1.3 a 2 cm de ancho, con una cáscara leñosa y peluda.
Aún más que sus parientes, tres flores de arce tiene un color espectacular en su caída otoñal, que puede incluir naranja brillante, rojo, púrpura y oro. Es uno de los pocos árboles que desarrollan un buen tono de color en su caída otoñal.

## Taxonomía
Acer triflorum fue descrita por Vladímir Leóntievich Komarov y publicado en Trudy Imperatorskago S.-Peterburgskago Botaničeskago Sada 18(3): 430. 1901.
Etimología
Aces: nombre genérico que procede del latín ǎcěr, -ĕris = (afilado), referido a las puntas características de las hojas o a la dureza de la madera que, supuestamente, se utilizaría para fabricar lanzas. Ya citado en, entre otros, Plinio el Viejo, 16, XXVI/XXVII, refiriéndose a unas cuantas especies de Arce.
triflorum: epíteto latíno que significa "con tres flores".
Sinonimia
- Acer leiopodum (Hand.-Mazz.) W.P.Fang & S.Chow
- Crula triflora Nieuwl.[8]